# بابا علي الشيخ محمود
بابا علي الشيخ محمود الحفيد البرزنجي هو الابن الثاني للشيخ محمود الحفيد. ولد في السليمانية عام 1912، وتوفي في لندن عام 1996.

## الحياة الدراسية
أكمل دراساته الابتدائية والإعدادية والعالية في السليمانية والإسكندرية في مصر والولايات المتحدة. انتخب نائباً عن السليمانية في البرلمان في دورته الحادية عشرة (17/ 3/ 1947-1948)، واستوزر لأول مرة في العهد الملكي في وزارة نوري السعيد التاسعة.

## .الحياة السياسية
كما عين وزيرا للاقتصاد في حكومة أرشد العمري عام 1946.
وبعد ثورة تموز 1958، كلف بمنصب وزير المواصلات والاشغال في وزارة عبد الكريم قاسم بعد ثورة 14 تموز 1958. قدم استقالته في 3 شباط 1959 وقبلت في 7 شباط 1959 ونشرت في الجريدة الرسمية في 10 شباط 1959. وسبب الاستقالة كان احتجاجا على سياسة الزعيم قاسم وابتعاده عن الدول العربية واحتضانه للشيوعيين واليساريين.
واستوزر بعد ذلك مرة أخرى. حيث عين وزيرا للزراعة بعد ثورة 8 شباط 1963 والإطاحة بعبد الكريم قاسم. وكان أحمد حسن البكر رئيسا للوزراء.
ويذكر عبد الغني الراوي أن بابا علي الشيخ محمود كان معه في المحاولة الانقالابية عام 1970. ترك العراق في بداية السبعينيات من القرن الماضي واستقر في لندن، حتى هناك وخلف نجليه المهندس دارا وأحمد.